# 萊斯利·劉易斯
萊斯利·劉易斯 MP（；1970年12月2日—）是一名加拿大律师和政治家，自2021年以来代表聯邦保守黨一直担任哈爾迪曼-諾福克選區的国会眾議院议员。刘易斯曾參選2020年保守黨黨魁選舉和2022年保守黨黨魁選舉，得票排名第三。她是第一位竞选保守党黨魁的可见少数族裔女性。 她以她的社会保守主义政治取向而闻名。

## 早年生活
她出生于牙买加，五岁时移民到加拿大，在安大略省東約克长大。 
刘易斯作为三一学院的学生以优异的成绩毕业于多伦多大学，获得文学学士学位。她还拥有约克大学的环境研究硕士学位，主修舒立克商学院的商业和环境專業，以及约克大学奥斯古德霍尔法学院的法学学位和国际法博士学位。  

## 法律职业
刘易斯大约从2000年开始从事法律工作，是"Lewis Law"的合伙人，专门从事商业诉讼和国际贸易业务，主要注重能源政策。 她主持过电视节目《法律事务》 。 
2018年，她被安大略省任命为安大略延龄草基金会董事会成员，随后被任命为负责为青年项目分配资金的基金会委员会成员。 
2019年5月，她被黑人商业和专业协会授予哈里杰罗姆专业卓越奖。  

## 政治生涯
她於2015年首次角逐公職，在同年聯邦大選代表保守黨競逐眾議院士嘉堡—Rouge Park選區議席  
《国家邮报》上的一篇文章称刘易斯为“优质替补”。   她以 13,587票位居第二，仅次于自由党候选人Gary Anandasangaree 。  2020年2月刘易斯宣布參選2020年保守黨黨魁選舉接替即將辞职的谢尔。
她的政治取向被描述为社会保守。 虽然她认为转化疗法是“一件残暴的事情”，但她对加拿大政府提议的禁令表示担忧，理由是定义不明确可能会損害与父母或宗教领袖的对话。 她表示，虽然她个人将婚姻定义为一男一女之间的婚姻，但她不会推翻加拿大重新定义婚姻的现有立法。 她曾表示，她希望对大麻的使用进行更严格的限制，并且她认为对气候变化的反应“在某些方面”被夸大了。 她公开称自己反对堕胎，作为黨魁，她希望保守党采取行动禁止性别选择性堕胎和强制堕胎，增加政府对危机怀孕中心（提供堕胎替代方案）的资助，以及终止对堕胎的外国援助资金。 她的候选资格得到了反堕胎倡导团体的认可。 她反对碳税，并支持将绿色技术作为替代政策加以推广。 尽管刘易斯在黨魁選舉中领先第二轮投票，但她在积分名列第三后被淘汰出局。 
2020年8月25日，刘易斯宣布她将在下屆加拿大联邦大选中竞选下议院的一个席位，但未公开。  2020年9月15日，她正式宣布将在哈爾迪曼-諾福克選區寻求保守党提名並很快得到提名为保守党候选人。  2021年9月20日，刘易斯在2021年加拿大联邦大选中赢得保守党席位。 大选结束后，刘易斯表示她反对强制国会议员接种COVID-19疫苗，并对儿童接种COVID-19疫苗提出质疑。她的职位可能导致她被排除在保守党影子内阁之外，正如CBC报道的那样。 
刘易斯于2022年3月8日宣布将再竞选2022年加拿大保守黨黨魁選舉接替已辞职的奧圖爾。 刘易斯的竞选政治取向类似和上次黨魁選舉一樣，社会保守主义取向，例如禁止性别选择性堕胎和强制堕胎，为危机怀孕中心提供资金，并结束对堕胎的监督资助。  2022年9月10日，刘易斯在第一轮投票中以 9.69% 的得票率输给了博勵治。 
2022年10月，刘易斯被博勵治任命为影子内阁的基礎設施和社區評議員。 2022年11月，劉易斯宣布重新啟動加拿大–以色列盟友黨團。劉易斯目前擔任該黨團主席，該黨團亦是以色列盟友基金會的成員。